# The Cleveland Show (1.ª temporada)
A 1.ª Temporada de The Cleveland Show, uma série televisiva norte-americana animada criada por Seth MacFarlane, começou a ser exibida a 27 de setembro de 2009 e terminou após 21 episódios em 23 de maio de 2010. A produção da nova temporada de 22 episódios começou em Maio de 2008 e foi deverá começar a ser transmitido em janeiro de 2009, mas foi depois adiada para setembro de 2009.
Foi lançada em DVD no Reino Unido em 27 de setembro de 2010, com os 21 episódios.

## Recepção
A temporada começou com medíocres opiniões acima da média. Na estreia da série a IGN escreveu: "Enquanto parece estar faltando alguns dos sketchs mordidos mais ofensivos que estamos acostumados em Family Guy, e os novos amigos bêbados de Cleveland não são tão divertidos como Quagmire, Joe e Peter - não há muito a desejar aqui. Pode demorar um pouco para o show crescer fora da sombra de Family Guy, mas com um foco maior na família maluca, podemos começar a ver estourar muita personalidade fora do normalmente calmo Cleveland."
As análises seguintes episódios foram geralmente positivas. O episódio 2 recebeu 10/07, embora a IGN mencionou "não mostraram quaisquer sinais de inovação ou o desejo de se afastar da muito bem estabelecida comédia Family Guy", enquanto que o terceiro episódio, "The One About Friends", partilha críticas similares, tais como "Esse show parece ainda estar tentando encontrar o seu caminho, e sem um elenco memorável, como temos em Family Guy, vai ser difícil ver como este filme pode fazê-lo com apenas o humor de Cleveland.

## Lista de episódios
| Nº | Nº | Título                                         | Director(es):               | Argumentista(s):                             | Exibição original       | Código | Audiência (em milhões) |
| --- | -- | ---------------------------------------------- | --------------------------- | -------------------------------------------- | ----------------------- | ------ | ---------------------- |
| 1 | 1  | "Pilot"                                        | Anthony Lioi                | Seth MacFarlane, Mike Henry & Richard Appel  | 27 de setembro de 2009  | 1APS01 | 9.42                   |
| Depois de ter sua casa destruída por Peter mais uma vez, Cleveland Brown e Cleveland Jr decidem deixar Quahog e vão para a Califórnia para perseguir seu sonho de basebol. Ao passar por sua cidade velha de Stoolbend, ele esbarra com sua antiga paixão, Donna Tubbs. Ela o convida para ficar em sua casa por alguns dias, onde Donna se relaciona com Cleveland como ela precisa de uma figura paterna em torno de seus filhos após a separação com seu marido, Robert. Enquanto na casa de Donna, ele é introduzido para Rallo e Roberta, as crianças de Donna, e os vizinhos, incluindo o caçador local e a família dos ursos, que incluem o pai Tim, sua esposa e o filho Raymond. |    |                                                |                             |                                              |                         |        |                        |
| 2 | 2  | "Da Doggone Daddy-Daughter Dinner Dance"       | Chuck Klein                 | Julius Sharpe                                | 4 de outubro de 2009    | 1APS02 | 8.70                   |
| Cleveland tenta fazer incursões com a sua enteada Roberta, pedindo-lhe para acompanhá-lo ao baile de pai/filha da escola. No ano passado, Robert não apareceu. A noite parece estar indo bem até Cleveland atropelar o animal de estimação da família em seu caminho para obter um bolo de sorvete para comemorar. Então seu vizinho Lester o pega e come. Isso mata as suas chances de ser aceite por seus novos filhos. Rallo e Cleveland procuram limão e Cleveland mergulha em locais desagradáveis olhando para manter o segredo, mas Lester e os outros lhe dizem para ser honesto.                                                                                                 |    |                                                |                             |                                              |                         |        |                        |
| 3 | 3  | "The One About Friends"                        | Oreste Canestrelli          | Kevin Biggins & Jonathan Green & Gabe Miller | 11 de outubro de 2009   | 1APS04 | 7.78                   |
| Cleveland nota que seu filho, Cleveland Jr. não tem amigos, e prepara-se para encontrá-lo um bom amigo. No entanto, tentar encontrar um amigo para Cleveland Jr. fica um pouco difícil. Cleveland encontra um garoto para seu filho a jogar basquetebol, mas em vez disso, o garoto joga a bola de basquetebol em Cleveland, enviando-o ao chão. Depois disso, ele corre com a carteira de Cleveland. Outro revés negativo acontece quando Cleveland pergunta a outro homem para jogar com o Cleveland Jr., enquanto o homem pensa que Cleveland está a prostituir o Cleveland Jr.. |    |                                                |                             |                                              |                         |        |                        |
| 4 | 4  | "Birth of a Salesman"                          | Chris Graham & Anthony Lioi | Kirker Butler                                | 18 de outubro de 2009   | 1APS03 | 7.75                   |
| Cleveland procura por um emprego, primeiro tentando ser um policial grisalho que está há dois dias reformado e também como vendedor no Stoolbend Flea Market. Tim o ajuda a conseguir um emprego na Waterman Cable como um advogado de telefone. Cleveland encontra um amigo da Escola Secundária, Terry Kimple que está a trabalhar como um instalador de cabo para Waterman. Quando eles estavam na escola, Terry levou a culpa quando eles foram presos por drogas. Quando Cleveland se destaca como um vendedor, fazendo com que as empresas sequem para Tim, Tim reza para que as coisas más aconteçam a Cleveland.                                                                  |    |                                                |                             |                                              |                         |        |                        |
| 5 | 5  | "Cleveland Jr.'s Cherry Bomb"                  | Mike L. Mayfield            | Aseem Batra                                  | 8 de novembro de 2009   | 1APS08 | 6.28                   |
| Enquanto assistia a um jogo de basebol no Stoolbend Stadium, Cleveland vê Roberta beijando Federline Jones. Cleveland tenta falar com Roberta sobre a manutenção de sua virgindade, mas enquanto ela admite que ainda não fez nada, deixa claro que não é da sua empresa. Seguindo o conselho de seus amigos, ele leva a família à igreja para ouvir sobre a manutenção da pureza. Cleveland Jr. se deixa levar no momento e promete sua pureza para o desânimo de Cleveland. |    |                                                |                             |                                              |                         |        |                        |
| 6 | 6  | "Ladies' Night"                                | Justin Ridge                | Clarence Livingston                          | 15 de novembro de 2009  | 1APS07 | 7.01                   |
| Cleveland e Donna se reunem com os vizinhos, mas enquanto Cleveland está se divertindo, Donna está menos excitada que Cleveland. Quando é convidada a passar mais vezes com os vizinhos, Donna decide se baldar e passar mais tempo com seus velhos amigos em uma reunião de mães solteiras. Ficar longe de Cleveland a ajuda a despertar o relacionamento. Cleveland descobre que ela estava gastando o tempo com as outras esposas, mas se distrai. Enquanto em um dia os tubos caem em um rio com os seus filhos, Cleveland se depara com Donna e suas amigas que ficam chocadas ao descobrirem ela é casada.                                                                          |    |                                                |                             |                                              |                         |        |                        |
| 7 | 7  | "A Brown Thanksgiving"                         | Chuck Klein & Matt Engstrom | Matt Murray                                  | 22 de novembro de 2009  | 1APS09 | 6.53                   |
| Cleveland comemora sua primeira Acção de Graças com sua nova família. |    |                                                |                             |                                              |                         |        |                        |
| 8 | 8  | "From Bed to Worse"                            | Anthony Agrusa              | Teri Schaffer & Raynelle Swilling            | 29 de novembro de 2009  | 1APS05 | 7.20                   |
| Rallo fica chateado porque Cleveland assumiu a casa. |    |                                                |                             |                                              |                         |        |                        |
| 9 | 9  | "A Cleveland Brown Christmas"                  | Oreste Canestrelli          | Jonathan Green & Gabe Miller                 | 13 de dezembro de 2009  | 1APS11 | 6.52                   |
| Cleveland e a família vão escolher uma árvore de Natal no lote de Lester. |    |                                                |                             |                                              |                         |        |                        |
| 10 | 10 | "Field of Streams"                             | Ian Graham                  | Aaron Lee                                    | 3 de janeiro de 2010    | 1APS06 | 6.96                   |
| Depois de um flashback nostálgico para os dias de glória com o basebol de sua escola, Cleveland visita a sua escola e descobre que não há mais uma equipa, porque ele e seus amigos insultaram Wally quando ele era adolescente. |    |                                                |                             |                                              |                         |        |                        |
| 11 | 11 | "Love Rollercoaster"                           | Ron Rubio                   | Kirker Butler                                | 10 de janeiro de 2010   | 1APS10 | 8.54                   |
| Cleveland Jr. está construindo um foguete para o projecto de ciência da escola. A nova professora Roberta, a Sra. Roberta Eck a desafia para provar que ela pode passar sem ela olhar e ter sua aparência, vestindo um "terno gordo". |    |                                                |                             |                                              |                         |        |                        |
| 12 | 12 | "Our Gang"                                     | Anthony Agrusa              | Aaron Lee                                    | 31 de janeiro de 2010   | 1APS12 | 4.53                   |
| Quando os piores filhos na escola vão longe demais, o Principal Wally expulsa o grupo, o técnico Cleveland vem para o resgate, tendo um grupo de adolescentes delinquentes sob sua asa. |    |                                                |                             |                                              |                         |        |                        |
| 13 | 13 | "Buried Pleasure"                              | Ian Graham                  | Julius Sharpe                                | 14 de fevereiro de 2010 | 1APS13 | 4.85                   |
| Na Stoolfest, um festival da comunidade local, Cleveland chama Holt para lhe falar de um concerto. |    |                                                |                             |                                              |                         |        |                        |
| 14 | 14 | "The Curious Case of Jr. Working at The Stool" | Justin Ridge                | Kevin Biggins & Travis Bowe                  | 21 de fevereiro de 2010 | 1APS14 | 5.60                   |
| Quando Cleveland admira o novo chapéu de Lester, Lester menciona que seu filho Ernie comprou para ele com o dinheiro que ganhou em seu novo trabalho no matadouro. |    |                                                |                             |                                              |                         |        |                        |
| 15 | 15 | "Once Upon a Tyne in New York"                 | Mike L. Mayfield            | Aaron Lee                                    | 21 de março de 2010     | 1APS16 | 5.04                   |
| Quando Donna não está feliz com a vida estragada, Cleveland revela que ele e Donna ainda não tomaram a sua lua de mel. |    |                                                |                             |                                              |                         |        |                        |
| 16 | 16 | "The Brown Knight"                             | Matt Engstrom               | Aseem Batra                                  | 28 de março de 2010     | 1APS17 | 5.64                   |
| Depois de um cansativo dia na escola, Donna chega em casa e não está com humor para as travessuras de Cleveland. |    |                                                |                             |                                              |                         |        |                        |
| 17 | 17 | "Gone With the Wind"                           | Ron Rubio                   | Bill Oakley                                  | 11 de abril de 2010     | 1APS18 | 5.45                   |
| Quando Cleveland é diagnosticado com colesterol alto, Donna coloca-o em uma dieta de alta fibra, o que provoca uma reacção intestinal. |    |                                                |                             |                                              |                         |        |                        |
| 18 | 18 | "Brotherly Love"                               | Anthony Agrusa              | Justin Heimberg                              | 2 de maio de 2010       | 1APS20 | 5.74                   |
| Rallo, actuando como ala de seu irmão, Cleveland Jr. dá algumas dicas a ele sobre como conquistar a garota dos seus sonhos, Chanel. |    |                                                |                             |                                              |                         |        |                        |
| 19 | 19 | "Brown History Month"                          | Ian Graham                  | Matt Murray                                  | 9 de maio de 2010       | 1APS21 | 5.28                   |
| Cleveland e Cleveland Jr. ensinam Donna e as crianças a tradição de comemorar o Black History Month. |    |                                                |                             |                                              |                         |        |                        |
| 20 | 20 | "Cleveland's Angels"                           | Oreste Canestrelli          | Clarence Livingston                          | 16 de maio de 2010      | 1APS19 | 5.78                   |
| Depois de Cleveland jogar fora o fundo Roberta do colégio, Kendra descobre que Cleveland foi realmente enganado e recruta Donna e Arianna para uma missão das "Cleveland's Angels". |    |                                                |                             |                                              |                         |        |                        |
| 21 | 21 | "You're the Best Man, Cleveland Brown"         | Justin Ridge                | Kirker Butler                                | 23 de maio de 2010      | 1APS22 | 4.91                   |
| Cleveland descobre que Cleveland Jr. vai herdar todos os pertences de sua ex-esposa e que seus pais, Cookie and Freight Train, vão voltar a casar. |    |                                                |                             |                                              |                         |        |                        |

## Audiência nosEstados Unidos
| Número do episódio | Número do episódio | Episódio                                     | Exibição Original       | Espectadores (em milhões) |
| ------------------ | ------------------ | -------------------------------------------- | ----------------------- | ------------------------- |
| 1                  | 1                  | Pilot                                        | 27 de Setembro de 2009  | 9.42[6]                   |
| 2                  | 2                  | Da Doggone Daddy-Daughter Dinner Dance       | 4 de Outubro de 2009    | 8.70                      |
| 3                  | 3                  | The One About Friends                        | 11 de Outubro de 2009   | 7.78                      |
| 4                  | 4                  | Birth of a Salesman                          | 18 de Outubro de 2009   | 7.75                      |
| 5                  | 5                  | Cleveland Jr.'s Cherry Bomb                  | 8 de Novembro de 2009   | 6.28                      |
| 6                  | 6                  | Ladies' Night                                | 15 de Novembro de 2009  | 7.01                      |
| 7                  | 7                  | A Brown Thanksgiving                         | 22 de Novembro de 2009  | 6.53                      |
| 8                  | 8                  | From Bed to Worse                            | 29 de Novembro de 2009  | 7.20                      |
| 9                  | 9                  | A Cleveland Brown Christmas                  | 13 de Dezembro de 2009  | 6.52                      |
| 10                 | 10                 | Field of Streams                             | 3 de Janeiro de 2010    | 6.96                      |
| 11                 | 11                 | Love Rollercoaster                           | 10 de Janeiro de 2010   | 8.54                      |
| 12                 | 12                 | Our Gang                                     | 31 de Janeiro de 2010   | 4.53                      |
| 13                 | 13                 | Buried Pleasure                              | 14 de Fevereiro de 2010 | 4.85                      |
| 14                 | 14                 | The Curious Case of Jr. Working at The Stool | 21 de Fevereiro de 2010 | 5.60                      |
| 15                 | 15                 | Once Upon a Tyne in New York                 | 21 de Março de 2010     | 5.04                      |
| 16                 | 16                 | The Brown Knight                             | 28 de Março de 2010     | 5.64                      |
| 17                 | 17                 | Gone With the Wind                           | 11 de Abril de 2010     | 5.45                      |
| 18                 | 18                 | Brotherly Love                               | 2 de Maio de 2010       | 5.74                      |
| 19                 | 19                 | Brown History Month                          | 9 de Maio de 2010       | 5.28                      |
| 20                 | 20                 | Cleveland's Angels                           | 16 de Maio de 2010      | 5.78                      |
| 21                 | 21                 | You're the Best Man, Cleveland Brown         | 23 de Maio de 2010      | 4.91                      |

## Lançamento em DVD
| A Temporada Um Completa | A Temporada Um Completa | A Temporada Um Completa   |
| Detalhes | Detalhes | Características Especiais |
| --- | --- | ------------------------- |
| - 21 episódios - Conjunto de 4 discos - Widescreen Anamórfico - Idiomas: - Inglês (com legendas) - Legendas em espanhol - Legendas em francês | - Audio Comentários em mais de 9 episódios - Cenas Excluídas - Featurette: "Conheça Cleveland" - Featurette: "Get Your Hump on Music Video" - Featurette: "The Making of Get Your Hump On" - Featurette: "Table Read with Kanye West" |                           |
| Lançamento em DVD | |                           |
| Região 1 | Região 2 |                           |
| 28 de Setembro de 2010 | 27 de Setembro de 2010 |                           |